# Joos Valgaeren
Jozef Valgaeren, plus connu sous le nom de Joos Valgaeren, né le 3 mars 1976 à Louvain en Belgique, est un footballeur international belge qui joue au poste de défenseur central ou de milieu défensif.
Après avoir mis fin à sa carrière professionnelle en 2009, il reprend les études et décroche un diplôme de géomètre. Il travaille actuellement pour l'entreprise Aquafin (nl) en tant que consultant en acquisition foncière.

## Carrière
Il commence sa carrière au FC Malines en 1994 avant de partir à l'étranger en 1997, à Roda JC puis au Celtic Glasgow en 2000. Lors de la saison 2002-2003, il est le joueur le plus utilisé par Martin O'Neill alors qu'il rate la Coupe du monde 2002 avec la Belgique pour blessure. Ces problèmes physiques commencent à apparaitre à l'automne 2003. Il arrive au FC Bruges en 2005 après cinq années passées au Celtic Glasgow. Il souffre depuis plusieurs mois de blessures à répétition qui l'empêchent de s'imposer. En juin 2008, son contrat n'est pas prolongé et il signe au FC Emmen. En novembre 2009, Valgaeren met un terme définitif à sa carrière.

## Statistiques
| Saison  | Club       | Pays     | Championnat             | Match | Buts |
| ------- | ---------- | -------- | ----------------------- | ----- | ---- |
| 1994/95 | FC Malines | Belgique | Division 1              | 4     | 0    |
| 1995/96 | FC Malines | Belgique | Division 1              | 30    | 0    |
| 1996/97 | FC Malines | Belgique | Division 1              | 28    | 1    |
| 1997/98 | Roda JC    | Pays-Bas | Eredivisie              | 22    | 1    |
| 1998/99 | Roda JC    | Pays-Bas | Eredivisie              | 6     | 1    |
| 1999/00 | Roda JC    | Pays-Bas | Eredivisie              | 30    | 5    |
| 2000/01 | Celtic FC  | Écosse   | Scottish Premier League | 35    | 3    |
| 2001/02 | Celtic FC  | Écosse   | Scottish Premier League | 20    | 3    |
| 2002/03 | Celtic FC  | Écosse   | Scottish Premier League | 35    | 2    |
| 2003/04 | Celtic FC  | Écosse   | Scottish Premier League | 7     | 0    |
| 2004/05 | Celtic FC  | Écosse   | Scottish Premier League | 20    | 0    |
| 2005/06 | FC Bruges  | Belgique | Division 1              | 5     | 0    |
| 2006/07 | FC Bruges  | Belgique | Division 1              | 7     | 0    |
| 2007/08 | FC Bruges  | Belgique | Division 1              | 17    | 0    |
| 2008/09 | FC Emmen   | Pays-Bas | Eerste Divisie          | 14    | 0    |
| 2009/10 | FC Emmen   | Pays-Bas | Eerste Divisie          | 1     | 0    |

## Palmarès
- Vainqueur de la Coupe des Pays-Bas en 2000 (Roda JC)
- Champion d'Écosse en 2001 et 2002 (Celtic FC)
- Vainqueur de la Coupe d'Écosse en 2001 et 2005 (Celtic FC)
- Finaliste de la Coupe d'Écosse en 2002 (Celtic FC)
- Vainqueur de la Coupe de la Ligue d'Écosse en 2001 (Celtic FC)
- Finaliste de la Coupe de la Ligue d'Écosse en 2003 (Celtic FC)
- Finaliste de la Coupe UEFA en 2003 (Celtic FC)
- Vainqueur de la Coupe de Belgique en 2007 (FC Bruges)
- Participation à l'Euro 2000 avec l'équipe de Belgique